# Javorek (Horvátország)
 Javorek  falu Horvátországban Zágráb megyében. Közigazgatásilag Szamoborhoz tartozik.

## Fekvése
Zágrábtól 28 km-re nyugatra, községközpontjától 8 km-re északnyugatra a Zsumberk-Szamobori-hegységben fekszik.

## Története
1857-ben 82, 1910-ben 136 lakosa volt. Trianon előtt Zágráb vármegye Szamobori járásához tartozott. 2011-ben 74 lakosa volt.

## Lakosság
| Lakosság változása | Lakosság változása | Lakosság változása | Lakosság változása | Lakosság változása | Lakosság változása | Lakosság változása | Lakosság változása | Lakosság változása | Lakosság változása | Lakosság változása | Lakosság változása | Lakosság változása | Lakosság változása | Lakosság változása | Lakosság változása |
| ------------------ | ------------------ | ------------------ | ------------------ | ------------------ | ------------------ | ------------------ | ------------------ | ------------------ | ------------------ | ------------------ | ------------------ | ------------------ | ------------------ | ------------------ | ------------------ |
| 1857               | 1869               | 1880               | 1890               | 1900               | 1910               | 1921               | 1931               | 1948               | 1953               | 1961               | 1971               | 1981               | 1991               | 2001               | 2011               |
| 82                 | 84                 | 94                 | 107                | 121                | 136                | 131                | 163                | 177                | 174                | 166                | 153                | 136                | 125                | 87                 | 74                 |

## Külső hivatkozások
- Szamobor hivatalos oldala
- Szamobor város turisztikai egyesületének honlapja